# Macrostemum floridum
Macrostemum floridum är en nattsländeart som först beskrevs av Navás 1929.  Macrostemum floridum ingår i släktet Macrostemum och familjen ryssjenattsländor. Inga underarter finns listade i Catalogue of Life.